# Valeriodes
Valeriodes is een geslacht van vlinders van de familie Uilen (Noctuidae), uit de onderfamilie Cuculliinae.

## Soorten
- V. heterocampa Moore, 1882
- V. icamba Swinhoe, 1893
- V. pardaria Moore, 1882
- V. viridinigra Hampson, 1896